# It's All in Your Head
It's All in Your Head is de vijftiende aflevering van het achtste seizoen van de televisieserie ER, die voor het eerst werd uitgezonden op 28 februari 2002.

## Verhaal
Dr. Greene krijgt te horen dat de hersentumor terug is en is deze keer niet te opereren, de doktoren geven hem nog 4 à 5 maanden. Hij besluit dit nieuws voor hem te houden, zijn vrouw dr. Corday heeft het huis verlaten en woont nu in een motel met Ella. Dr. Greene moet weer bestralingen ondergaan, dr. Lewis vangt hem op na zijn eerste bestraling.
Dr. Corday vertelt aan  dr. Benton dat zij denkt dat zij uit elkaar zijn.
Lockhart hoort dat de rechtszaak tegen haar gewelddadige buurman niet doorgaat, dit omdat iemand de buurman mishandeld heeft. Als zij haar buurman weer ziet in haar appartementencomplex besluit zij te schuilen bij dr. Kovac.
Baliemedewerkers Markovich en Martin worden gedwongen samen te werken, dit eindigt in een fysiek gevecht.

## Rolverdeling

### Hoofdrollen
- Anthony Edwards - Dr. Mark Greene
- Hallee Hirsh - Rachel Greene
- Noah Wyle - Dr. John Carter
- Mary McDonnell - Eleanor Carter
- Laura Innes - Dr. Kerry Weaver
- Alex Kingston - Dr. Elizabeth Corday
- Paul McCrane - Dr. Robert Romano
- Goran Višnjić - Dr. Luka Kovac
- Sherry Stringfield - Dr. Susan Lewis
- Ming-Na - Dr. Jing-Mei Chen
- Eriq La Salle - Dr. Peter Benton
- Chris Sarandon - Dr. Burke
- Maura Tierney - verpleegster Abby Lockhart
- Laura Cerón - verpleegster Chuny Marquez
- Yvette Freeman - verpleegster Haleh Adams
- Deezer D - verpleger Malik McGrath
- Lily Mariye - verpleegster Lily Jarvik
- Bellina Logan - verpleegster Kit
- Lily Mariye - verpleegster Lily Jarvik
- Linda Shing - ICU verpleegster Corazon
- Julie Ann Emery - ambulancemedewerker Niki Lumley
- Lyn Alicia Henderson - ambulancemedewerker Pamela Olbes
- Sharif Atkins - Michael Gallant
- Troy Evans - Frank Martin
- Abraham Benrubi - Jerry Markovic
- Erica Gimpel - Adele Newman

### Gastrollen (selectie)
- Mike Hagerty - Mr. James
- Kasi Lemmons - bestralingsbediende
- Holliston Coleman - Brianna Cooper
- Brant Cotton - Ian Nevinger
- Lindsay Hollister - Theresa Matthews
- Mark Lutz - Randall
- Reiley McClendon - Aaron James
- Ntare Guma Mbaho Mwine - hulpofficier van justitie
- Matthew Settle - Brian Westlake